# Долгопрудная улица
Долгопру́дная улица (название утверждено 23 января 1964 года) — улица в Северном административном округе города Москвы на территории Дмитровского района.

## Расположение

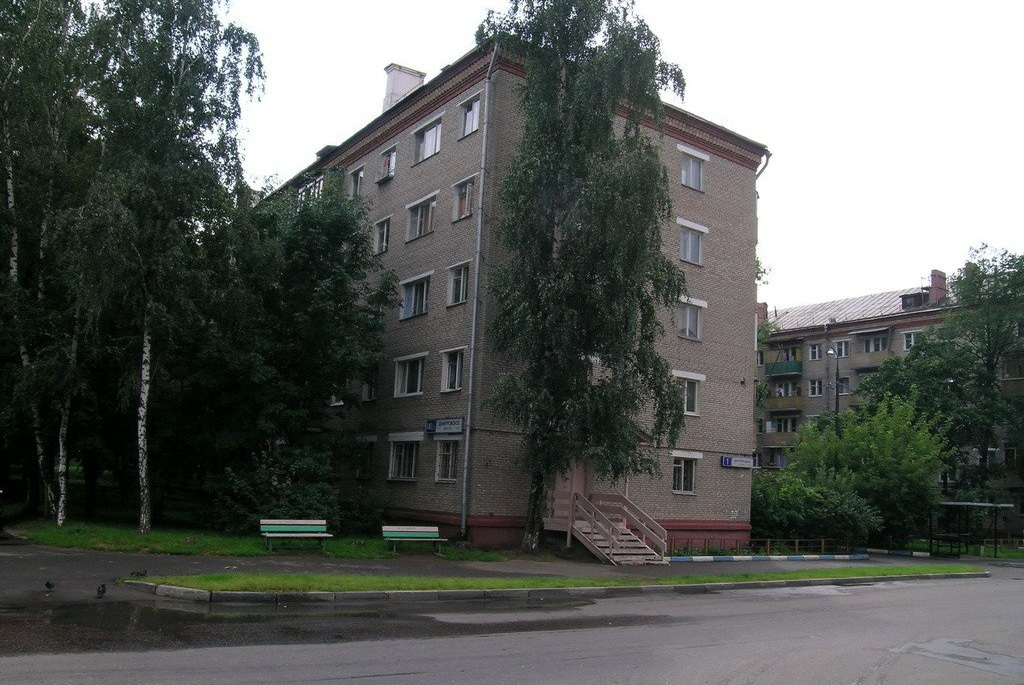
Долгопрудная улица в 2006 году

Расположена между Дмитровским шоссе и Карельским бульваром.

## Происхождение названия
Названа в 1964 году по городу Долгопрудный, находящемуся севернее.

## Транспорт

### Автобусы
- № 63 — Лобненская улица — Нижние Лихоборы

Начало улицы:
- Пересечение с Дмитровским шоссе.

Конец улицы:
- Пересечение с Карельским бульваром.